# Ataentsic
Ataentsic var i mytologin hos Irokes- och Huronindianerna i Nordamerika den himmelsgudinna som på jorden gav upphov till människosläktet. Hon omtalades ömsom om som "Kvinnan som föll från himlen" och "Mormor Månen".
Hos Navajoindianerna motsvaras Ataentsic av den första kvinnans dotter som befruktas av en vindgudom.